# Eugen Onegin
 For alternative betydninger, se Eugen Onegin (flertydig). (Se også artikler, som begynder med Eugen Onegin)
Eugen Onegin eller Jevgenij Onegin (Евгений Онегин) er en roman i otte kapitler skrevet på vers af Aleksandr Pusjkin og udgivet successivt i 1823–1832 og i samlet form i 1833.
Handlingen udspiller sig i Rusland i 1820'erne. Et bærende budskab er at kærlighed og stolthed er to uforenelige størrelser, hvilket både Tatiana og Onegin smerteligt må erkende.
Romanen regnes som et af den russiske litteraturs mesterværker. Med romanen indvarslede Pusjkin den store realistisk-poetiske romans epoke. For første gang dukker en type mennesker op, som der fandtes tusinder af i samfundet – fremfor alt er hovedpersonen Eugen Onegin prototypen for "det overflødige menneske" (Лишний человек, Lisjnij tsjelovek), et motiv som ofte blev gentaget i russisk litteratur. Realismen spejler sig også i de mere end hundrede bifigurer.
Eugen Onegin består næsten helt og holdent af 389 strofer, som alle følger et stramt jambisk tetrameter, ofte omtalt som "Onegin-strofen".

## Adapteringer
Eugen Onegin har dannet forlæg for Tjajkovskij opera fra 1878, Eugen Onegin. Tjajkovskijs opera er blevet filmatiseret i de sovjetiske film Eugen Onegin (1911) og Eugen Onegin (1959). 